# Apletodon pellegrini
Apletodon pellegrini är en fiskart som först beskrevs av Paul Chabanaud 1925.  Apletodon pellegrini ingår i släktet Apletodon, och familjen dubbelsugarfiskar. Inga underarter finns listade i Catalogue of Life.

## Bildgalleri

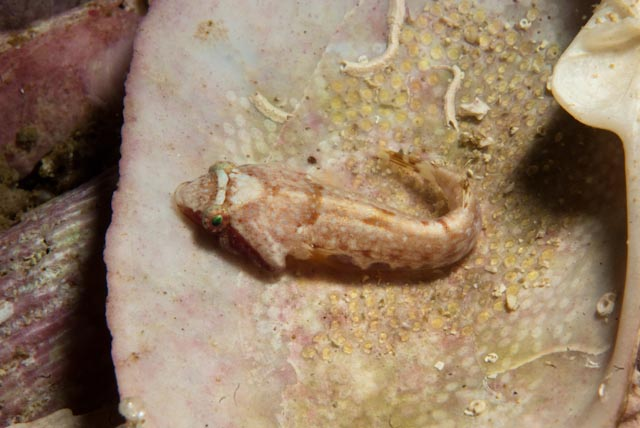